# Децимација
Децимација (лат. decimato-decem - десет) био је облик војне дисциплине у римској војсци где су кажњавали оне који се побуне или изврше дезертерство. У буквалном преводу то значи уклањање једне десетине односно група од по десет војника.
Војник који би био извучен за погубљење уобичајено би био каменован од стране његових девет другова из групе. Преосталим војницима би се давала лоша храна у односу на ону коју су пре добијали.

## Процедура
Кохорта, коју је чинило око 480 војника, одабрана за кажњавање кроз процес децимације била је подељена у групе од по десет. Из сваке групе би био одабран по један војник, који би касније био кажњаван каменовањем од стране осталих девет војника из групе. То се најчешће чинило каменовањем или пребијањем.
Остали војници би добијали храну лошијег квалитета. На пример, неколико дана би уместо пшенице конзумирали намирнице од јечма, а поред тога се од њих захтевало да бораве на отвореном, кампују и чувају војнички логор.